# Jan Michalka
Jan Michalka, též Ján Michalka (19. května 1914 - ???), byl československý politik Komunistické strany Československa z českých zemí ale slovenské národnosti a poúnorový poslanec Národního shromáždění ČSR.

## Biografie
Po volbách roku 1954 byl zvolen do Národního shromáždění za KSČ ve volebním obvodu Rýmařov-Šumperk. V Národním shromáždění zasedal do konce jeho funkčního období, tedy do voleb v roce 1960.
Pocházel ze Slovenska, ale po osvobození se v roce 1945 přestěhoval do českých zemí. Od roku 1946 pracoval
jako dělník v Kovohutích Břidličná. V roce 1950 byl v tomto podniku jmenován velitelem závodní stráže a v této funkci pracoval i v době voleb v roce 1954.